# 피그미안경원숭이
피그미안경원숭이 (Tarsius pumilus)는 인도네시아 술라웨시섬 중부에서 발견되는 야행성 영장류의 일종이다. 산악안경원숭이 또는 작은유령안경원숭이로도 알려져 있다. 저지대 열대 우림보다는 종 다양도 지수가 낮은 지역에서 발견된다. 피그미안경원숭이는 20세기 초에 멸종된 것으로 알려져 있었다. 그러나 2000년, 인도네시아 과학자들이 놓은 쥐덫에 걸려 죽은 채로 발견된 바 있다. 1920년대 이후 피그미안경원숭이가 산 채로 처음 발견한 것은 2008년 8월 로르 린두 국립공원 로르 카팀보 산에서 텍사스 A&M 대학의 연구팀에 의해서다.